# Storvikaren
Storvikaren este o arie protejată (arie specială de conservare — SAC, sit de importanță comunitară — SCI) din Suedia întinsă pe o suprafață de 20,2 ha, integral pe uscat.

## Localizare
Centrul sitului Storvikaren este situat la coordonatele 60°03′48″N 18°40′08″E / 60.0633°N 18.6689°E.

## Înființare
Situl Storvikaren a fost declarat sit de importanță comunitară în iunie 2001 pentru a proteja 1 specie de plante. Situl a fost protejat și ca arie specială de conservare în martie 2011.

## Biodiversitate
Situată în ecoregiunea boreală, aria protejată conține 2 habitate naturale: Păduri fino-scandinave bogate în ierburi cu Picea abies, Taiga vestică.
La baza desemnării sitului se află o specie protejată de  plante: Buxbaumia viridis.